# گولیتسین ۷۱۶۱
سیارک ۷۱۶۱ (به انگلیسی: 7161 Golitsyn، نامگذاری:1982UY10) هفت هزار و صد و شصت و یکمین سیارک کشف شده‌است که در ۲۵ اکتبر ۱۹۸۲ کشف شد.
قدر مطلق سیارک برابر ۱۴٫۵۰ است.